# Втора битка при Изонци
Втората битка при Изонцо се води между армиите на кралство Италия и на Австро-Унгария на италианския фронт през Първата световна война между 18 юли и 3 август 1915 г.

## Общ преглед
След провала на Първата битка при Изонцо, две седмици по-рано, Луиджи Кадорна, главнокомандващ на италианските сили, решава за нов удар срещу австро-унгарските линии с по-тежка артилерийска подкрепа.
Общите планове на италианската офанзива едва се променят от резултатите от предишната битка, освен ролята на Втората армия на генерал Фругони, която този път трябваше на хартия да извърши само демонстративни атаки по целия си фронт. Основната роля, възложена на Третата армия на херцога на Аоста, е да завладее планините Сан Микеле и планината Косич, като пререже вражеската линия и отвори пътя към Гориция.
Тактиката на генерал Кадорна е толкова проста, колкото и сурова: след тежка артилерийска бомбардировка неговите войски трябваше да настъпят във фронтална атака срещу австро-унгарската линия, да преодолеят оградите от бодлива тел на врага и да превземат окопите. Недостигът на военно оборудване – от пушки, през артилерийски снаряди, до ножици за рязане на бодлива тел – анулира численото превъзходство на италианците.

## Битката
Карстовото плато беше мястото на изтощителна поредица от ръкопашни битки с участието на италианската Втора и Трета армия, с тежки жертви и от двете страни. В ужасяващото меле бяха използвани щикове, мечове, ножове и различни метални отпадъци и отломки. Австро-унгарската 20-та пехотна дивизия Honvéd губи две трети от ефективната си сила и е разбита поради комбинация от последователните атаки на италианската армия и неблагоприятния терен.
На 25 юли италианците окупираха гората Капучио, позиция западно от планината Сан Микеле, която не беше много стръмна, но доминираше в доста голяма област, включително австро-унгарското предмостие на Гориция от юг. Планината Сан Микеле е задържана за кратко от италианските сили, но е превзета по време на отчаяна контраатака от полковник Рихтер, който командва група от елитни полкове.
В северната част на фронта, Юлийските Алпи, италианците успяват да превземат планината Батоника над Кобарид (Капорето), което ще има важна стратегическа стойност в бъдещи битки.
Битката отслабна, когато и двете страни останаха без муниции. Общите загуби по време на триседмичната битка са около 91 000 души, от които 43 000 италианци и 48 000 австрийци.